# Consul plébéien
On considère couramment que les premiers consuls issus de la plèbe sont élus après le vote des lois licinio-sextiennes en 367 av. J.-C.
Sous la République romaine, « consul » est le titre donné aux deux magistrats principaux élus chaque année par les Romains. Les consuls possèdent tous les pouvoirs du roi, sauf ceux qui relèvent du domaine religieux. Ils sont détenteurs de l’imperium, pouvoir suprême à Rome. La plèbe se définit par opposition aux patriciens ou plus tard à la nobilitas : c'est la partie du peuple qui s'oppose à l'organisation oligarchique de la cité.

## Aux débuts de la République

### Historique
Entre l'instauration légendaire de la République en 509 av. J.-C. et l'année 485 av. J.-C. (première année de mainmise du consulat par les Fabii), d'après les fastes consulaires, il y aurait de nombreux consuls d'origine plébéienne, dont le plus connu est Spurius Cassius Vecellinus, trois fois consul en 502, 493 et 486 av. J.-C..
Au lendemain de la chute de la royauté, le Sénat et surtout les deux seuls magistrats récupèrent le pouvoir suprême, et on passe d'un système monarchique (Voir Monarchie romaine) à un système oligarchique (Voir République romaine). Ce changement de gouvernement ne profite qu'à une minorité, la nouvelle élite : le patriciat. Pendant les dix premières années, les guerres se succèdent, et la première confrontation entre les deux ordres a lieu en 495 av. J.-C., autour du problème des dettes : les créanciers, appartenant surtout à l'aristocratie sénatoriale et donc au patriciat, ont droit d'enchaîner, de vendre comme esclave ou encore de mettre à mort les débiteurs. Or de nombreux plébéiens sont très endettés, et subissent donc la loi du patriciat. Cette opposition débouche sur l'insurrection du Mont Sacré, où la plèbe gagne le droit d'avoir des représentants, les tribuns de la plèbe, ainsi que d'autres concessions.
À partir de 485, et jusqu'en 470 av. J.-C., il n'y a plus un seul consul plébéien. Une famille, notamment, s'empare du consulat pendant sept années, et les patriciens excluent les plébéiens de la magistrature suprême,.
Ensuite, de 469 jusqu'aux décemvirs, plusieurs consuls sont d'origine plébéienne, notamment la dernière année jusqu'aux lois licinio-sextiennes, en 454 av. J.-C., où les deux consuls sont plébéiens. Les luttes internes pendant ces années sont très violentes, notamment autour du projet de la lex Terentilia, qui ont amené la création des décemvirs. Ensuite, les patriciens font oublier que les plébéiens aurait eu accès un jour au consulat et la magistrature n'est accessible qu'aux sénateurs issus du patriciat. De plus, la loi des Douze Tables sépare les deux ordres juridiquement, en interdisant notamment les mariages mixtes, bien que cette disposition soit très rapidement abrogée par la Lex Canuleia.

### Consuls plébéiens ou patriciens?
De 509 à 486 av. J.-C., il y a au moins cinq « consuls plébéiens », dont Spurius Cassius Vecellinus (502, 493 et 486). Les quatre autres sont Postumius Cominius Auruncus (501 et 493), Manius Tullius Longus (500), Titus Sicinius Sabinus et Caius Aquillius Tuscus (tous deux en 487).
D'après certaines sources, il y a douze consuls plébéiens durant ces premières années. Il est difficile de savoir pour certains consuls s'ils sont d'origine patricienne ou plébéienne : Agrippa Menenius Lanatus, ou encore les membres des familles Sulpicia Camerinae, Veturia Geminae, Serviliae Priscae et Verginia Tricostae. Mais toutes ces familles ont eu des consuls durant des années où l'on sait qu'il n'y a que des consuls patriciens, donc il semble bien qu'il n'y ait que cinq consuls différents issus de la plèbe dans les premières années de la jeune république. D'autres sources confirment que toutes les autres familles ayant un consul sont bien patriciennes[réf. nécessaire].
Ensuite, entre 486 et 470, il n'y a pas un seul consul plébéien, c'est la clôture de la magistrature suprême par les patriciens menés par la gens des Fabii.
De 469 à 454, on dénombre au moins quatre plébéiens parmi les fastes consulaires : Titus Numicius Priscus (469), Publius Volumnius Amintinus Gallus (461), Spurius Tarpeius Montanus Capitolinus et Aulus Aternius Varus Fontinalis (tous deux en 454).
D'après la source précédemment citée, ces quatre noms sont confirmés, mais deux autres années sont signalées comme ayant eu un consul plébéien. Il s'agit de 458 et 457. Or, ces années-là, les consuls sont Caius Nautius Rutilus (458) et Caius Horatius Pulvillus (457), tous deux pour la seconde fois (leurs premiers consulats ont lieu pendant la mainmise des Fabii, époque à laquelle il est établi qu'il n'y a pas un seul plébéien au consulat) et Lucius (458) et Quintus Minucius Esquilinus Augurinus (457) (donc c'est à eux que la source fait référence). D'après une autre source précédemment citée[réf. nécessaire], les Minucia Esquilinae sont une famille patricienne. De plus, un des deux, ou l'un de ses homonymes, est membre du deuxième collège des décemvirs, composé pour moitié de plébéiens, mais faisant partie des décemvirs patriciens.

### Des plébéiens élevés au rang de patriciens?
Denys d'Halicarnasse et Tite-Live signalent qu'en 509 av. J.-C., les consuls Lucius Junius Brutus et Publius Valerius Publicola ou Lucius Tarquinius Collatinus prennent un certain nombre de mesures, dont une pour compléter le Sénat qui a perdu beaucoup de membres pendant la tyrannie de Tarquin le Superbe,, bien qu'il soit plus probable qu'ils remplacent les sénateurs qui se sont exilés avec le roi banni. Souhaitant faire des gestes envers le peuple, ils auraient choisi les meilleurs hommes parmi les plébéiens et l'ordre équestre pour les élever au rang de patriciens et compléter ainsi le sénat en portant le nombre de sénateurs à trois cents,.
Il n'y a donc pas eu de « consul plébéien » proprement dit. Les patriciens ont défendu leur monopole sur cette magistrature depuis le début de la République et les Romains considèrent, comme Tite-Live, que le consulat est pour la première fois ouvert aux plébéiens à la suite des lois licinio-sextiennes après plus d'un siècle de luttes. Cependant, bien qu'un certain nombre de noms de consuls des débuts de la République portent des noms plébéiens et soient issus de familles plébéiennes, il s'agirait de patriciens, non par la naissance, mais par le mérite, car ils auraient été élevés au rang de patriciens dès la première année de la République.
Par ailleurs, il existe dans l'histoire romaine un cas similaire où l'on aurait élevé un non-patricien à ce rang : il s'agit de Appius Claudius Sabinus, un Sabin, qui est intégré à l'ordre des patriciens, : sa gens, les Claudii, est l'une des principales familles patriciennes de l'histoire de la République romaine. Il faut cependant préciser que comme la plus grande partie des hommes et des institutions de cette époque romaine, la réalité de son existence historique et de ses actions nous échappe, les sources, lacunaires, présentant par ailleurs des récits et des traditions considérablement réécrits et déformés.

### Liste des premiers consuls plébéiens
- Spurius Cassius Vecellinus (502, 493 et 486)
- Postumius Cominius Auruncus (501 et 493)
- Manius Tullius Longus (500)
- Titus Sicinius Sabinus (487)
- Caius Aquillius Tuscus (487)
- Titus Numicius Priscus (469)
- Publius Volumnius Amintinus Gallus (461)
- Spurius Tarpeius Montanus Capitolinus (454)
- Aulus Aternius Varus Fontinalis (454)

On note par ailleurs qu'en 493, 487 et 454, les deux consuls sont d'origine plébéienne.

## Un siècle de lutte
En 445 av. J.-C., un tribun de la plèbe, Caius Canuleius propose deux lois : l'une pour abroger l'interdiction de mariages mixtes entre les deux ordres, établie peu de temps avant par la loi des Douze Tables ; l'autre pour obtenir le droit d'élire les consuls parmi la plèbe. De nouvelles guerres menacent Rome, et les patriciens cèdent pour les mariages : la lex Canuleia est votée, et les consuls espèrent ainsi que le peuple, satisfait, se mobilise.
Mais ce succès encourage les tribuns à demander le droit d'élire des consuls plébéiens. Le Sénat refuse de céder une seconde fois, et, pour éviter une nouvelle sédition, propose la création du tribunat militaire à pouvoir consulaire, ouvert à tous et ayant presque tous les pouvoirs du consulat, excepté ceux donnés à une nouvelle magistrature patricienne, la censure.
Les trois premiers tribuns militaire à pouvoir consulaire sont patriciens, et abdiquent peu de temps après, laissant place à des consuls élus parmi le patriciat.
Chaque année le Sénat et les tribuns décident si l'on élit des consuls ou des tribuns consulaires, selon les tensions politiques du moment. En 433 av. J.-C., les tribuns de la plèbe obtiennent l'élection de tribuns consulaires en lieu et place de consuls, espérant ainsi qu'un plébéien accède à la magistrature suprême. Mais une nouvelle fois, ce sont des patriciens, par le jeu des élections qui leur est favorable, qui sont élus.
La lutte continue tout le long du Ve siècle av. J.-C. et du début du IVe siècle av. J.-C., avec de plus en plus souvent des tribuns consulaires élus. La questure s'ouvre à la plèbe, en 409 av. J.-C., avec trois questeurs sur quatre plébéiens. En 400 av. J.-C., un vieux sénateur plébéien est nommé tribun militaire à pouvoir consulaire, c'est une première pour la plèbe. En 379 av. J.-C., il y eut autant de patriciens nommés que de plébéiens au tribunat consulaire.

## Victoire de la plèbe
En 376 av. J.-C., deux législateurs Caius Licinius Stolon et Lucius Sextius Lateranus sont élus pour la première fois tribuns de la plèbe, et proposent immédiatement une série de lois pour améliorer la situation de la plèbe à Rome, où domine la classe dirigeante des patriciens. Il s'agit de lois politiques, économiques et sociales, visant à partager le pouvoir suprême entre plébéiens et patriciens, à lutter contre l'accaparement par les patriciens des terres récemment annexées autour de Rome (ager publicus), et à soulager la plèbe qui est écrasée de dettes.
Pendant dix années, le Sénat et les patriciens bloquent le vote de la loi, et les tribuns de la plèbe sont réélus, usant de leur veto entre 375 et 370 av. J.-C. pour empêcher les élections autres que celles du tribunat de la plèbe.
En 367 av. J.-C., après dix mandats de tribun de la plèbe, Caius Licinius Stolon et Lucius Sextius Lateranus soumettent enfin leurs lois aux comices tributes. Ils les réunissent en une seule pour faciliter leurs votes, notamment pour faire voter l'obligation qu'il y ait un consul plébéien, grâce aux deux autres propositions, sociales et économiques, qui ont le soutien des votants. Les trois lois, unies en une seule pour le vote, sont approuvées par les comices tributes malgré l'opposition de Camille, de nouveau dictateur.

## Après les lois licinio-sextiennes
En 366 av. J.-C., Lucius Sextius Lateranus est le premier plébéien à devenir consul après le vote de la loi qu'il a corédigée avec Caius Licinius Stolon, qui devient à son tour consul en 364 et 361 av. J.-C. Les patriciens, après cette défaite, créent la préture et l'édilité curule qui leur sont réservées.
Jusqu'en 356 av. J.-C., il y a systématiquement un consul plébéien et un consul patricien. Cette année-là, le dictateur nommé est lui aussi plébéien, une première. Après dix années de respect du partage, la loi connait plusieurs entorses, derniers sursauts de résistance patricienne : pendant trois années, les patriciens réussissent à tenir tête à la plèbe et les deux consuls sont patriciens.
De nouveau en 351 av. J.-C., le consulat est partagé entre les deux ordres, mais dès l'année suivante, le patriciat s'impose au consulat, les tribuns obtenant en contrepartie l'élection d'un censeur plébéien, pour la première fois. Il faut attendre l'insurrection de l'armée à Capoue en 342 av. J.-C., qui amène, parmi d'autres conséquences, l'établissement définitif du consulat plébéien. De plus la vie politique évolue et à l'antagonisme entre patriciens et plébéiens se substitue des rivalités plus complexes fondées sur des alliances entre familles établies par-delà la différence des ordres.
En 296 av. J.-C., deux patriciens sont en lice pour le consulat, Quintus Fabius Maximus Rullianus et Appius Claudius Caecus, et l'aristocratie sénatoriale en profite pour tenter d'exclure les plébéiens des élections consulaires. La tentative sénatoriale, menée par Appius Claudius Caecus échoue : son collègue élu est le plébéien Lucius Volumnius Flamma Violens. Après cela, il y a une division des candidatures, celles pour le consulat patricien et celles pour le consulat plébéien.
En 215 av. J.-C., les augures s'opposent à l'élection d'un consul suffect plébéien à la place d'un consul patricien décédé, et finalement les deux consuls sont d'ordres différents, le plébeien Marcus Claudius Marcellus devant céder sa place au patricien Quintus Fabius Maximus Verrucosus.
Il faut attendre 172 av. J.-C. pour qu'il y ait deux consuls plébéiens : Gaius Popilius Laenas et Publius Aelius Ligus, ce qui se reproduira régulièrement. On note par ailleurs que les deux années suivantes, en 171 et 170 av. J.-C., les plébéiens se sont emparés du consulat, puis en 167, 163, 153, etc.

## Fin de la République et sous l'Empire
La distinction ancienne entre consuls patriciens et plébéiens se maintient jusqu'à l'époque des guerres civiles. On retrouve alors pour la première fois depuis 343 av. J.-C. deux consuls patriciens en 46 av. J.-C., avec Jules César et Lépide et en 31 av. J.-C., avec Auguste et Marcus Valerius Messalla Corvinus.
Ensuite, il n'y a pour ainsi dire plus que des consuls plébéiens sous l'Empire romain, mais cela n'a plus de sens d'opposer le patriciat à la plèbe, d'autant plus que les dernières familles patriciennes disparaissent.

### Ouvrages antiques
1. 1 2  Denys d'Halicarnasse, Antiquités romaines, livre V, 13
2. 1 2  Tite-Live, Histoire romaine, livre II, 1
3. 1 2 3  Tite-Live, Histoire romaine, livre VI, 42
4. ↑  Tite-Live, Histoire romaine, livre II, 16
5. ↑  Denys d'Halicarnasse, Antiquités romaines, livre V, 40
6. ↑  Tite-Live, Histoire romaine, livre IV, 1
7. 1 2 3  Tite-Live, Histoire romaine, livre IV, 6
8. ↑  Tite-Live, Histoire romaine, livre IV, 7
9. ↑  Tite-Live, Histoire romaine, livre IV, 25
10. ↑  Tite-Live, Histoire romaine, livre V, 12
11. ↑  Tite-Live, Histoire romaine, livre VI, 30
12. 1 2  Tite-Live, Histoire romaine, livre VI, 35
13. ↑  Tite-Live, Histoire romaine, livre VII, 17
14. ↑  Tite-Live, Histoire romaine, livre VII, 18-19
15. ↑  Tite-Live, Histoire romaine, livre VII, 21
16. ↑  Tite-Live, Histoire romaine, livre VII, 22
17. ↑  Tite-Live, Histoire romaine, livre VII, 38-42
18. ↑  Tite-Live, Histoire romaine, livre X, 15
19. ↑  Tite-Live, Histoire romaine, livre XXIII, 31

### Ouvrages modernes
1. 1 2  J.R. Jannot, À la rencontre des Étrusques, chap. 9, Républiques oligarchiques
2. 1 2 3 4 5 6  Cébeillac-Gervasoni, Chauvot et Martin 2003, p. 64
3. ↑  Le Sénat
4. 1 2  Heurgon 1993, p. 306
5. ↑  Origine du consulat, Consuls plébéiens